# Cayratia melananthera
Cayratia melananthera är en vinväxtart som beskrevs av François Gagnepain. Cayratia melananthera ingår i släktet Cayratia och familjen vinväxter. Inga underarter finns listade i Catalogue of Life.